# Cantique suisse
Le Cantique suisse est l'hymne national de la Suisse, depuis la seconde moitié du XXe siècle.
Composé en 1841 par Alberich Zwyssig (1808-1854) avec les paroles allemandes de Leonhard Widmer (1809-1867), ce chant devient hymne national avec un statut provisoire en 1961 puis définitif en 1981. Le texte officiel français est de Charles Chatelanat (1833-1907).

## Historique
Jusqu'à la fin du XIXe siècle il n'existe aucune tradition d'hymne suisse.
Le chant patriotique Ô Monts indépendants (en allemand Rufst du mein Vaterland ; en italien Ci chiami o patria et en romanche E clomas, tger paeis), composé en 1811 par Johann Rudolf Wyss (1743-1818), a été le premier hymne patriotique et le plus utilisé jusqu'en 1961.
Le deuxième et actuel hymne suisse, le Cantique suisse, est, quant à lui, composé en 1841 par Alberich Zwyssig (1808-1854) avec les paroles de Leonhard Widmer (1809-1867). Depuis cette date il est fréquemment chanté lors d'événements patriotiques où les chœurs d'hommes de tout le pays l'ajoutent à leur répertoire avec des traductions en Suisse romande et au Tessin. Le Conseil fédéral refusa cependant plusieurs fois de l'adopter comme hymne officiel, voulant laisser le peuple décider quel chant il désirait car le chant patriotique Ô Monts indépendants était déjà utilisé pour les cérémonies politiques ou militaires.
Le fait que l'hymne suisse Ô Monts indépendants ait la même mélodie que l'hymne britannique God Save the King créa des situations embarrassantes lorsque les hymnes nationaux britannique et suisse étaient joués dans les mêmes occasions. Le cantique suisse purement helvétique remplaça alors, provisoirement, en 1961, l'hymne Ô Monts indépendants.
Après une période d'essai de trois ans, avec un statut provisoire prolongé en 1965, le cantique suisse obtient le rang d'hymne national pour une durée illimitée.
Le statut provisoire n'est supprimé que dix ans plus tard sans toutefois exclure la possibilité d'un changement ultérieur. Un concours a lieu en 1979 afin de chercher un successeur au cantique suisse. En dépit des nombreuses propositions, aucune des compositions en question ne rallie autant de voix que le chant de Zwyssig.
Le cantique suisse obtient finalement son statut définitif le 1er avril 1981, le Conseil fédéral constatant qu'il s'agissait là d'un chant purement suisse, digne et solennel.
Le succès du cantique suisse n'est pas acquis. En effet, il est démontré par différents sondages qu'au moins un tiers des personnes consultées ne connaissent pas du tout l'hymne national et que seul un très faible pourcentage est capable de le chanter par cœur dans son intégralité.

## Enseignement de l'hymne
Le plan d’études romand (PER) et les prescriptions cantonales prévoient que les élèves de 6 primaire apprennent la première strophe et que ceux de 7 primaire et 8 primaire doivent connaître les deux premières.

## Paroles
Le texte allemand de Leonhard Widmer (1809-1867) est le texte original. Des versions ont été écrites ensuite dans les deux autres langues officielles suisses, la version française est de Charles Chatelanat (1833-1907) et la version italienne de Camillo Valsangiacomo (1898-1978), mais celles-ci n'en sont pas des traductions, puisque le sens des textes diffère.
De plus, il existe deux versions en romanche : l'une est en ladin (le texte est de Gion Antoni Bühler (1825-1897)) et l'autre est en sursilvan (le texte est dû à Alfons Tuor (1871-1904)).

### Français:Cantique suisse
Sur nos monts, quand le soleil par Charles Chatelanat (1833-1907).
Sur nos monts, quand le soleil

Annonce un brillant réveil,

Et prédit d'un plus beau jour le retour,

Les beautés de la patrie

Parlent à l'âme attendrie ;

Au ciel montent plus joyeux (bis)

Les accents d'un cœur pieux,

Les accents émus d'un cœur pieux.

Lorsqu'un doux rayon du soir

Joue encore dans le bois noir,

Le cœur se sent plus heureux près de Dieu.

Loin des vains bruits de la plaine,

L'âme en paix est plus sereine,

Au ciel montent plus joyeux (bis)

Les accents d'un cœur pieux,

Les accents émus d'un cœur pieux.

Lorsque dans la sombre nuit

La foudre éclate avec bruit,

Notre cœur pressent encore le Dieu fort ;

Dans l'orage et la détresse

Il est notre forteresse ;

Offrons-lui des cœurs pieux : (bis)

Dieu nous bénira des cieux,

Dieu nous bénira du haut des cieux.

Des grands monts vient le secours ;

Suisse, espère en Dieu toujours !

Garde la foi des aïeux, Vis comme eux !

Sur l'autel de la patrie

Mets tes biens, ton cœur, ta vie !

C'est le trésor précieux (bis)

Que Dieu bénira des cieux,

Que Dieu bénira du haut des cieux.

### Allemand:Schweizerpsalm
Trittst im Morgenrot daher par Leonhard Widmer (1809-1867)
Trittst im Morgenrot daher,

Seh'ich dich im Strahlenmeer,

Dich, du Hocherhabener, Herrlicher!

Wenn der Alpenfirn sich rötet,

Betet, freie Schweizer, betet!

Eure fromme Seele ahnt (bis)

Gott im hehren Vaterland,

Gott, den Herrn, im hehren Vaterland.

Kommst im Abendglühn daher,

Find'ich dich im Sternenheer,

Dich, du Menschenfreundlicher, Liebender!

In des Himmels lichten Räumen

Kann ich froh und selig träumen!

Denn die fromme Seele ahnt

Gott im hehren Vaterland,

Gott, den Herrn, im hehren Vaterland.

Ziehst im Nebelflor daher,

Such'ich dich im Wolkenmeer,

Dich, du Unergründlicher, Ewiger!

Aus dem grauen Luftgebilde

Tritt die Sonne klar und milde,

Und die fromme Seele ahnt

Gott im hehren Vaterland,

Gott, den Herrn, im hehren Vaterland.

Fährst im wilden Sturm daher,

Bist du selbst uns Hort und Wehr,

Du, allmächtig Waltender, Rettender!

In Gewitternacht und Grauen

Lasst uns kindlich ihm vertrauen!

Ja, die fromme Seele ahnt,

Gott im hehren Vaterland,

Gott, den Herrn, im hehren Vaterland.

### Italien:Salmo svizzero
Salmo svizzero par Camillo Valsangiacomo (1898-1978)
Quando bionda aurora il mattin, c’indora

L’alma mia T’adora, Re del ciel

Quando l’alpe già rosseggia

A pregare allor: T’atteggia

In favor del patrio suol

In favor del patrio suol

Cittadino, Dio lo vuol

Cittadino, Dio sì, Dio lo vuol

Se di stelle è un giubilo la celeste sfera

Te ritrovo a sera, ò Signor

Nella notte silenziosa

L’alma mia in Te, riposa

Libertà, concordia, amor

Libertà, concordia, amor

All’Elvezia serba ognor

All’Elvezia serba ognor

Se di nubi un velo m’asconde il Tuo cielo 

Pel Tuo raggio anelo, Dio d’amore

Fuga, ò Sole, quei vapori

E mi rendi i Tuoi favori

Di mia patria, dè, pietà

Di mia patria, dè, pietà

Brilla, Sol di verità

Brilla solo, Sol di verità

Quando rugge e strepita impetuoso il nembo

M’è ostel Tuo grembo, ò Signor

In te fido, Onnipossente

Dè, proteggi nostra gente

Libertà, concordia, amor

Libertà, concordia, amor

All’Elvezia serba ognor

All’Elvezia serba ognor

### Romanche:psalm svizzer
En l'aurora la damaun ta salida il carstgaun par Gion Antoni Bühler (1825-1897)
En l’aurora la damaun ta salida il carstgaun,

spiert etern dominatur, Tutpussent!

Cur ch'ils munts straglischan sura,

ura liber Svizzer, ura.

Mia olma senta ferm,

Mia olma senta ferm Dieu en tschiel,

il bab etern, Dieu en tschiel, il bab etern.

Er la saira en splendur da las stailas en l'azur

tai chattain nus, creatur, Tutpussent!

Cur ch'il firmament sclerescha en noss cors

fidanza crescha.

Mia olma senta ferm,

Mia olma senta ferm Dieu en tschiel,

il bab etern, Dieu en tschiel, il bab etern.

Ti a nus es er preschent en il stgir dal firmament,

ti inperscrutabel spiert, Tutpussent!

Tschiel e terra t'obedeschan

vents e nivels secundeschan.

Mia olma senta ferm,

Mia olma senta ferm Dieu en tschiel,

il bab etern, Dieu en tschiel, il bab etern.

Cur la furia da l'orcan fa tremblar il cor uman

alur das ti a nus vigur, Tutpussent!

Ed en temporal sgarschaivel

stas ti franc a nus fidaivel.

Mia olma senta ferm,

Mia olma senta ferm Dieu en tschiel,

Il bab etern, Dieu en tschiel, il bab etern.

## Tentatives de changement
Il y eut trois tentatives pour remplacer le cantique suisse [réf. souhaitée]:
En 1986 Roulez tambours du Genevois Henri-Frédéric Amiel est proposé par l'Alliance nationale[réf. souhaitée].
Ensuite, à la fin des années 1990, la fondation Pro CH 98 a également tenté de promouvoir un nouveau cantique composé par l'Argovien Christian Daniel Jakob. Ces tentatives n'ont pas abouti[réf. souhaitée].
En 2004, le Conseil fédéral dépose une motion pour modifier le texte, elle est abandonnée en 2006.
Une troisième tentative a été lancée par la Société suisse d'utilité publique (SSUP), pour remplacer l'hymne national, en organisant un concours qui a commencé le 1er janvier 2014 et qui s'est prolongé sur six mois. Le projet déclaré vainqueur le 12 septembre 2015 conserve la mélodie du Cantique suisse d'Alberich Zwyssig, mais sur de nouvelles paroles de Werner Widmer. Le texte entièrement nouveau s’appuie sur le préambule de la Constitution fédérale en se référant à des valeurs comme la paix, la liberté, la démocratie, l’indépendance et la solidarité. Il est présenté au Conseil fédéral mais ne suscite que peu d'intérêt. En 2016, le nouvel hymne est chanté sur la Plaine du Grütli pour la fête nationale le 1er août et dans une vingtaine de communes. En 2017, c'est une trentaine de communes qui distribuent les nouvelles paroles. Les nouvelles paroles sont à nouveau chantées en 2018 au Grütli puisque c'est la SSUP qui y gère l'événement du 1er août.